# Гуляев, Николай Алексеевич (футболист)
Никола́й Алексе́евич Гуля́ев (18 февраля [3 марта] 1915, Коковино, Московская губерния — 23 февраля 2000, Москва) — советский футболист и футбольный тренер. Мастер спорта. Заслуженный тренер СССР (1957).
В истории ФК «Спартак» Москва занимает 4-е место по количеству завоёванных с командой трофеев и наград, а также по количеству проведённых матчей и сезонов, после О. И. Романцева, К. И. Бескова и Н. П. Симоняна.

## Биография
Воспитанник юношеской команды фабрики им. П. Алексеева.
Выступал за «Спартак» Москва (1936—1941, 1943—1946), «Зенит» Москва (1941, 1947). В чемпионатах СССР — 75 матчей, 7 голов.
Главный тренер «Дзержинец» Коломна (1948), «Завод им. Калинина» / команда г. Калининграда/«Зенит» Калининград Московская область (1949—1954).
Главный тренер — «Спартак» Москва (1955—1959, 1966, 1973—1975).
Тренер — Сборная СССР (1956—1957, апрель 1960 — июнь 1964, январь-июнь 1972). Главный тренер — Сборная Москвы (1956). Тренер — Молодёжная сборная СССР (1957). Главный тренер — Сборная СССР-2 (1950-е г.). Главный тренер Федерации футбола СССР (июль 1964—1965, 1967—1968). Главный тренер — Сборная СССР (апрель — май 1972). Главный тренер — «Арарат» Ереван (январь — август 1978). Главный тренер — Олимпийская сборная СССР (май 1969 — июль 1970). Тренер — Олимпийская сборная СССР (август 1970—1971, 1975).
Тренер — ФШМ Москва (1976—1977). Завуч СДЮШОР «Спартак» Москва (1982—1986).
Скончался 23 февраля 2000 года в Москве. Похоронен на Востряковском кладбище в Москве.
Брат — Виктор (1917—1993) также был футболистом и тренером.

## Достижения
- игрока:
  - Чемпион СССР: 1936(о)[1], 1938, 1939
  - Серебряный призёр чемпионата СССР: 1937
  - Бронзовый призёр чемпионата СССР: 1936(в)[1], 1940
  - Обладатель Кубка СССР: 1938, 1939, 1946
  - Бронзовый призёр чемпионата Москвы: 1943, 1944

- тренера:
  - Чемпион СССР: 1956 (присвоено звание «Заслуженного тренера СССР»), 1958
  - Серебряный призёр чемпионата СССР: 1955, 1974
  - Бронзовый призёр чемпионата СССР: 1957
  - Обладатель Кубка СССР: 1958
  - Финалист Кубка СССР: 1957

## Награды
- Орден «Знак Почёта» (27.04.1957) — «за успехи, достигнутые в деле развития массового физкультурного движения в стране, повышения мастерства советских спортсменов, и успешное выступление на международных соревнованиях»

## Киновоплощения
- Иван Павлов — «В созвездии Стрельца», 2018 год.